# Coracina melanoptera
Coracina melanoptera е вид птица от семейство Campephagidae.

## Разпространение
Видът е разпространен в Бангладеш, Бутан, Индия, Мианмар, Непал и Шри Ланка.